# Artur Silveira de Motta
Artur Silveira de Motta, Barão de Jaceguai (São Paulo, 26 de maio de 1843 – Rio de Janeiro, 6 de junho de 1914), foi um almirante, nobre e escritor brasileiro. Lutou na Guerra do Paraguai. Foi um imortal da Academia Brasileira de Letras.

## Biografia
Filho do conselheiro José Inácio Silveira da Motta, aos quinze anos de idade ingressou na Escola Naval do Rio de Janeiro (1858), como aspirante, concluindo o curso em 1860. Seu pai, após acidente marítimo, cogita em transferi-lo para o Exército, mas Jaceguai se opõe, seguindo a carreira na Marinha e realizando diversas viagens de instrução, nas quais foi promovido para segundo e primeiro-tenente.
Na corveta Beberibe, seguiu para o rio da Prata, onde participou da Campanha Oriental e no dia 20 de fevereiro de 1865 segue para a frente de batalha na Guerra do Paraguai, servindo como ajudante-de-ordens do Almirante Tamandaré, que comandava as forças navais brasileiras. No comando do couraçado Barroso, participa das batalhas de Curupaiti e Humaitá, nesta última havendo realizado a transposição perigosa do rio sob o canhoneio paraguaio. Por serviços de guerra e atos de bravura, foi promovido a capitão de mar e guerra com apenas 26 anos, feito único na Marinha do Brasil.

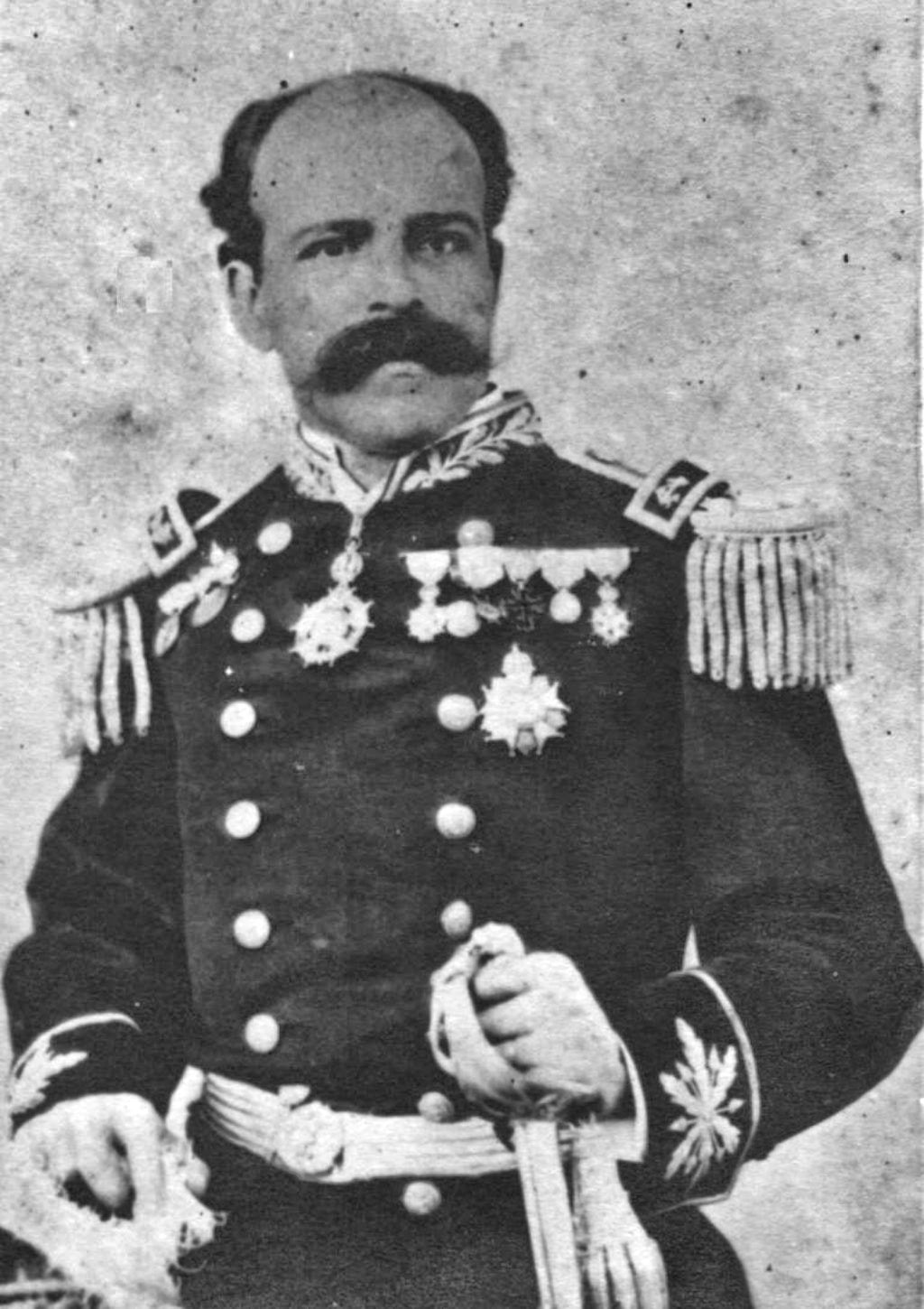
Artur Silveira da Mota, barão de Jaceguai.

Finda a guerra, Artur Jaceguai passou por diversas missões diplomáticas no exterior, além de haver desempenhado inúmeras funções na Marinha. Em 1882, recebeu o título de Barão de Jaceguai e foi promovido a chefe de esquadra.
Eduardo Callado e Arthur Silveira da Mota assinaram em 1880, ambos em Tien-tsin, um Tratado de Amizade, Comércio e Navegação entre o Brasil e a China. Tal Tratado não obteve a aprovação do Governo Imperial brasileiro, que desejava obter algumas modificações no texto. Em 3 de outubro de 1881 foi assinado na mesma cidade um novo Tratado, desta vez assinado somente por Callado, já que Arthur Silveira da Motta havia se retirado da China a esta altura.
O Tratado de Amizade, Comércio e Navegação (1881) marcou o estabelecimento de relações diplomáticas entre o Império do Brasil e o Império da China. Em 1883, o primeiro consulado-geral do Brasil foi aberto em Xangai. “Em 1881, os dois países assinaram um tratado de amizade e de livre-comércio e navegação. O principal conteúdo do tratado era: (1) proclamação do estabelecimento oficial de relações diplomáticas entre os dois países (...). Em 1883, foi aberto o consulado brasileiro em Xangai.” (SHENG, Shu. A história da China Popular no século XX”, pp. 189- 190).
Passando para a reserva em 1887, passa a laborar como diretor da Biblioteca da Marinha, Museu e Arquivo e ainda como redator da Revista Marítima Brasileira. Em 1900, foi nomeado diretor da Escola Naval. Encontra-se sepultado no Cemitério de São João Batista, no Rio de Janeiro.

## Academia Brasileira de Letras
Foi o segundo ocupante da cadeira que tem, por patrono, Casimiro de Abreu. Eleito em 28 de setembro de 1907, foi empossado em 9 de novembro do mesmo ano, recebido por Afonso Arinos. Como peculiaridade, seu discurso de posse marcou-se por não haver procedido ao elogio do seu antecessor, sob o pretexto de "não haver conhecido o homem nem a sua obra" – fato este atribuído, mais tarde, pelo seu próprio sucessor, José Maria Goulart de Andrade, ao fato de Teixeira de Melo haver-lhe omitido o nome numa obra referente à Batalha de Humaitá.